# Abramo Ferraresi
Abramo Ferraresi (Livorno, marzo 1822 – Magenta, 4 giugno 1859) è stato uno scrittore, patriota, martire del Risorgimento e intellettuale sionista italiano.

## Biografia
Nato a Livorno da una famiglia della piccola borghesia mercantile ebraica, Abramo, durante il suo sesto o settimo anno di vita, si trasferisce a Lucca con il padre commerciante di tessuti (da poco rimasto vedovo) e la sorella, Sara, e lì si distinguerà negli studi presso il Liceo Reale. I Ferraresi si ritrovano, tuttavia, in ristrettezze economiche, a causa di alcuni rovesci sfortunati negli affari paterni, e Abramo, costretto a dedicarsi all'attività famigliare, deve interrompere gli studi regolari. Il resto della sua istruzione se la procurerà da solo, come autodidatta.
A seguito dei moti del '48, Abramo, ritornato nel frattempo nella natia Livorno, stringe rapporti con giovani repubblicani di impronta mazziniana. Di lì in poi la sua passione politica continuerà a crescere: attivamente impegnato nella propaganda patriottica, diviene in breve tempo persona non grata al Granducato di Toscana e, grazie alla notevole mobilità concessagli dalla sua professione, si sposta allora in Lombardia . Qui entrerà a far parte di due diverse società segrete patriottiche, una delle quali caratterizzata da una non minoritaria presenza ebraica, e potrebbe anche avere svolto attività di spionaggio per conto del governo piemontese (benché i suoi diari non sembrano poter avallare un'ipotesi del genere). Allo scoppiare della Seconda guerra d'indipendenza italiana, si arruola come volontario dietro le insegne dei Savoia, trovando la morte nella battaglia di Magenta raggiunto da un colpo di fucile austriaco. 
I suoi manoscritti furono fatti pervenire alla sorella .

## Il pensiero politico
La principale originalità del pensiero del Ferraresi è da cercarsi nella peculiare mistura di velleità patriottiche e quello che si potrebbe a tutti gli effetti definire un sionismo ante litteram . Schematicamente, è possibile distinguere due successive fasi nell'evoluzione delle sue convinzioni:
- In una prima fase (tra il 1848 circa e il '56) Abramo sembra credere che il futuro governo italiano possa farsi promotore attivo presso la comunità internazionale della necessità improrogabile di costituire, in teoria in un luogo qualunque ma preferibilmente in Palestina, uno Stato nazionale ebraico. È interessante notare come, per il Ferraresi, il fervido sostegno alla causa italiana e a quella ebraica sembrino essere, per il momento, perfettamente compatibili, ed egli possa anzi essere considerato un patriota a tutti gli effetti per entrambe;
- negli ultimi anni di vita, tuttavia, egli pare farsi (anche, stando ai diari, a causa di alcuni episodi di discriminazione che gli capitò di subire, unitamente al disinteresse per la causa sionista che gli pareva di avvertire negli altri membri della comunità ebraica) via via più pessimista, giungendo infine alla posizione paradossale per cui auspica, sì, l'unità d'Italia – fino al punto di combattere e morire per essa – ma soltanto nella speranza che i sentimenti anti-ebraici possano anzi accentuarvisi e condurre in ultima istanza alla cacciata degli ebrei dal suolo italiano. Allora e solo allora, a suo parere, gli ebrei sarebbero stati costretti a cercarsi una patria altrove, e a combattere, se necessario,  per averla [4].

## L'opera letteraria
- I diari (1848 – 1959), strumento fondamentale per l'analisi dell'evoluzione interna al pensiero politico del Ferraresi, riflettono anche – sia pure in una lingua talvolta rozza – gli episodi a volte rocamboleschi, e non privi di umorismo, della sua vita semi-nomade. Le ultime pagine, dai toni eroici e in parte ingenuamente retorici, si colorano però di tragedia per il lettore che conosca la conclusione della sua breve parabola militare.
- Nei due epistolari, uno rivolto alla sorella e uno all'amico Guglielmo De Longhi, è possibile apprezzare una lingua meno goffa, scevra com'è dalle preoccupazioni letterarie da cui il Ferraresi sembra talvolta afflitto nel redigere i Diari. Egli sembra, inoltre, badare di meno qui alla costruzione di un personaggio secondo i crismi della mitologia risorgimentale, e meglio si può vedere in filigrana l'uomo, con le sue paure e le sue incertezze.
- L'opera poetica in endecasillabi sciolti: dopo le prime prove scolastiche, Ferraresi si dedica principalmente a due filoni. Nel primo, la poesia politico-civile, ricalca talvolta (consapevolmente, si direbbe) le orme del Parini della Salubrità dell'aria, sia pure con risultati di scarso interesse, e talaltra quelle della tradizione della poesia patriottica; nel secondo, di gran lunga più affascinante, il Ferraresi sembra per certi versi anticipare alcuni modi pre-simbolisti, unendoli però a un sistema di immagini e metafore ispirato alla tradizione cabalistica con cui era entrato in contatto in giovane età attraverso la mediazione di uno zio paterno, Dante Isaia Ferraresi.
- Una novella incompiuta (abbandonata probabilmente intorno al 1856), provvisoriamente intitolata dall'autore La nuova Gerusalemme, in cui il Ferraresi immagina che – a Unità d'Italia compiuta – il riconquistato Stato del Vaticano sia concesso dal neonato governo nazionale alla comunità ebraica, coniugando dunque le sue ambizioni patriottiche con quelle sioniste. Nel protagonista, Abele, Abramo mette in scena una versione chiaramente idealizzata di se stesso: uomo di umile origine, Abele si fa onore nei ranghi dell'esercito sabaudo e tratta infine la cessione di Roma con il Papa egli stesso. Riconoscente, Vittorio Emanuele gli permetterà di far stabilire gli ebrei italiani nei territori appena ripresi allo Stato Vaticano.

I diari, gli epistolari e La nuova Gerusalemme sono tuttora inediti e custoditi nel fondo privato della famiglia Ferraresi . Una raccolta di poesie è attualmente in corso di pubblicazione per i tipi di Adelphi, a cura del prof. Mario Antonini di Lucca che è il curatore del fondo .